# Paralelo 40 S
O Paralelo 40 S é o paralelo no 40° grau a sul do plano equatorial terrestre.
A sul deste paralelo e até ao Paralelo 50 S situa-se a zona de ventos denominada Roaring Forties (Quarentas Rugidores).
Começando pelo Meridiano de Greenwich e tomando a direção leste, o paralelo 40° Sul passa por:
| País, território ou mar | Notas                   |
| ----------------------- | ----------------------- |
| Oceano Atlântico        |                         |
| Oceano Índico           |                         |
| Austrália               | Ilha King, Tasmânia     |
| Estreito de Bass        |                         |
| Austrália               | Ilha Flinders, Tasmânia |
| Oceano Pacífico         | Mar da Tasmânia         |
| Nova Zelândia           | Ilha Norte              |
| Oceano Pacífico         |                         |
| Chile                   |                         |
| Argentina               |                         |
| Oceano Atlântico        |                         |